# برمپتون، انتاریو
برمپتون (به انگلیسی: Brampton) یک عوارض جغرافیایی در کانادا است که در Regional Municipality of Peel واقع شده‌است.

## خصوصیات
برمپتون ۵۲۳٬۹۱۱ نفر جمعیت دارد و ۲۱۸ متر بالاتر از سطح دریا واقع شده‌است.